# Вільям Гоуп Годжсон
Ві́льям Гоу́п Го́джсон (англ. William Hope Hodgson; 15 листопада, 1877, Блекмор-Енд, Ессекс, Англія — 19 квітня, 1918, Іпр, Бельгія) — англійський прозаїк, поет, есеїст, один з піонерів фентезі та романів про надприродне, автор фантастичних детективних творів.

## Біографія

### Сім'я і ранні роки
Батьками Вільяма були англіканський священик Самуїл Годжсон і домогосподарка Ліззі Сара Браун Годжсон. Він був другим з 12 дітей, три з яких загинули в дитинстві. Смерть дитини стала надалі темою його декількох творів, в тому числі коротких оповідань «Долина загублених дітей», «Морські коні» та «Розслідування в Ендхаузі». Батько був активним борцем проти церковної догматики, через що за 21 рік поміняв 11 різних парафій, у тому числі в окрузі Голвей, Ірландія. Цей момент пізніше було відображене в романі «Будинок на кордоні». Сім'я змушена була часто переїздити. Його відправили до школи-інтернату у віці 8 років. Вільям, хоча й виріс у глибоко віруючій сім'ї, ніколи не показав ні найменшого релігійного схиляння, і насправді мав, як сказала його сестра, «крайню байдужість до релігії», що викликало певне тертя з матір'ю.
З юних років Вільяма в сім'ї називали виключно Гоупом (англ. Hope — «надія»). До тринадцяти років він декілька разів втікав з родини, тому що батьки надалі начебто не підтримували його в продовженні освіти. Сім'я бідувала, окрім цього батько Вільяма переважно служив останнім часом у парафіях, які були розташовані у місцях проживання католиків, які погрожували голові сім'ї ще й тим, що викрадуть його дітей.

### Плавання
У 13 років Вільяма все ж таки відправили вчитися морській справі, надалі він плавав юнгою, матросом, 3-м помічником капітана. У перервах між плаваннями він навчався у Блекбернській технічній школі. Там він познайомився з Бессі Фарнворт, яка надалі стала його дружиною. У 1892 році батько помер, отже фінансових можливостей допомоги Годжсон лишився. Сім'я Годжсонів отримала зрештою лише декілька дрібних пожертв. 28 березня 1892 року він біля Порту-Чалмерз (Нова Зеландія) спас товариша від нападу акул, який впав корабля з висоти 120 футів за 600 ярдів від берега, де у воді плавали численні акули. Не вагаючись Годжсон зі спеціальним буєм стрибнув за борт і 25 хвилин підтримував товариша, допоки їх не витягнули. За це його нагородили почесною нагородою — бронзовою медаллю Королівського гуманітарного товариства.

### Після мореплавства
Але, зрештою, після того, як він тричі обійшов навколо світу, він вже не схотів більше мореплавати. Є свідчення, що його перебування у морі не було йому приємним, а скоріше відразливим, через що багато його «морських творів» належать до жанру жахів. Списався на берег, був керівником спортивної школи. Наприкінці 1900 року помер його дід, який залишив Гоупу певну суму грошей і антикварні меблі, якими він вправно облаштував приміщення школи. Публікував статті по дзюдо. Він також привернув певну увагу як фотограф, його морські фото публікували у 1900 році лондонські новини. Також він мав популярність як культурист. Він міг підняти над головою повнолітню людину однією рукою. Також був відмінним боксером, сильним плавцем, добрим вершником і гравцем у крикет. Хоча він був по натурі іпохондриком, але разом з тим великим жартівником. Відмічають також, що іноді він був нестерпним, несамовитим у гніві, одного разу кинув у свою сестру важкою вазою, ледь не потрапивши їй в голову, за іншою сестрою деякий час ганявся з кухонним ножем. З цього часу він почав з презирливістю ставитися до церкви.
Багато сучасників згадують про його надмірну сміливість. Про один з випадків була навіть замітка у газеті «Blackburn Weekly Telegraph» від 30 серпня 1902 року. При багатьох свідках він на велосипеді карколомно спустився з кам'янистої гірки, з якої навіть зі спеціальним спорядженням не ризикували подібне зробити й професіонали гірського спорту.

### Випадок з Гаррі Гудіні
У 1902 році Годжсон познайомився з Гаррі Гудіні. Годжсон не був у захваті від відомого ілюзіоніста. Він запропонував Гудіні випробування звільнення від залізяччя, яким його обв'яжуть, що той зробив як свій коронний фокус, але за умови, що сам Годжсон знайде залізне обладнання та одягне його на Гудіні. Вони склали парі на 25 фунтів стерлінгів, що Гудіні не зможе звільнитися від цього. Виставу було проведено в приміщенні театру в ніч з 24 на 25 жовтня 1902 року. Перед фокусом Гудіні та Годжсон багато сперечалися стосовно складових залізяччя, Гудіні був проти прасок, які запропонував Годжсон. Зрештою все було владнане, з великими труднощами Гудіні звільнився. Але одразу звинуватив Годжсона в тому, що це виконання фокусу стало найтяжчим за 14 років виконання такого фокусу, тому що частина прасок були розжареними. Через це на нетривалий час поліція навіть затримала Годжсона «за порушення правил проведення парі».

### Початок письменницької діяльності
Один з його ранніх творів з'явився в журналі «Cassell's» за листопад 1903 року під назвою «Здоров'я від наукових вправ», в якому Годжсон виклав деякі свої погляди на фізичне здоров'я. Ця стаття була рясно проілюстрована фотографіями 24-річного автора, який на них демонстрував різні фізичні вправи. У цей час він склав кілька коротких оповідань у жанрі жахів, які, крім «The Riven Night (Ніч ворона)», залишилися неопублікованими. Його короткі оповідання, які він образно називав «котлами-горщиками», користувалися популярністю і приносили йому гроші у лондонських журналах. Пізніше йому запропонував співробітництво американський журнал, сплативши рекордну на той час суму в 40 доларів за кожну історію. Ці «котли-горщики» забезпечували Годжсона певним постійним доходом і дозволили йому присвятити свій час більш серйозним творам — його фантазійним романам, які він друкував за допомогою друкарської машинки, з незначними поправками, зробленими пізніше. У цей період він багато писав, більшість його оповідань того часу імовірно втрачено.
З 1904 року — професійний письменник, тоді в журналі «The Royal Magazine» опубліковано перше фантастичне оповідання «Богиня смерті» (The Goddess of Death), а рік по тому в «Grand Magazine» з'явилося його друге фантастичне оповідання «Тропічний жах» (A Tropical Horror), першою великою публікацією стала «З моря без приливів» (1906). Його два оповідання «З безцінного моря» (From the Tideless Sea, квітень 1906) та його продовження «Більше новин від „Домашнього птаха“» («More News from the Homebird», серпень 1907) вважаються серед його перших опублікованих робіт у жанрі жаху.
У 1904 році Годжсон вирішив переїхати з братами і сестрами в Борт, невеликий приморський курорт поблизу Аберіствіта, Кардігансшир, де його родина проводили раніше свої літа аж з кінця 1870-х років. Годжсон мав там свою кімнату, де багато писав. Імовірно, там він написав свої головні твори впродовж 1905—1909 років.

### Життя в Лондоні та переїзд до Франції
Але поступово сім'я розпалася з різних причин і наприкінці 1910 року Годжсон вирішив, що він зможе досягти більшого успіху в літературній діяльності, якщо він переїде до Лондона, де міг би бути серед видавців і літераторів. Переїхавши до Лондона, він знайшов видавця Артура Во у видавництві «Chapman & Hall». Годжсон запропонував зробити рекламу його роману "Човни «Глен Карріґ», який слабенько продавався. Для цього Годжсон створив велику копію корабля, на якому знаходилися справжні вітрила. Його планувалось встановити на вантажну машину і возити містом уздовж Темзи. З машини продавці, одягнені як матроси, мали б продавати екземпляри книги. Але це не було сприйняте Артуром Во, видавництво вважало, що таким чином корабель на машині буде заважати транспорту на вулицях Лондона. Це сильно розчарувало Годжсона, який був упевнений у тому, що його книга буде добре продаватися, якщо робити це правильно. І хоча через рік була з успіхом видана і продана наступна книга — роман «Будинок на кордоні», — Годжсон став шукати іншого видавця. Саме у видавництві «Стенлі Паул і Ко» він зустрів вдумливого і уважного видавця Артура Сент-Джон Едкока (1864—1930). Той у 1920 році по смерті Годжсона написав:
|  | ...він показав себе письменником з винятковими творчими здібностями, майстром дивного, страшного, жахливого, дивні й жахливі уяви не були недостойні порівняння з химерними творіннями По. Він так само цілком і з ентузіазмом віддав себе літературній кар'єрі, що розмова під час нашої першої зустрічі була тільки про його книжки та сподівання як автора. Він високо цінував і дуже серйозно займався своєю літературною діяльністю, мав відверту, незмінну впевненість у своїх силах, підкріплених величезною зарозумілістю молоді та частково спадщиною досвіду... |

Того часу Годжсон бував на численних літературних зустрічах, де пробував рекламувати свої твори. Там він зокрема познайомився з Джорджем Бернардом Шоу і Френком Свіннертоном. Хоча він почув схвальні відгуки про свій роман «Нічна земля», але його продажі були слабкими, це розчарувало Годжсона до такої міри, що він вирішив більше не писати романи, а тільки оповідання. З тих пір Годжсон здебільшого випускав морські розповіді, що гарантувало дохід миттєво, на відміну від прибутку романів, які повільно продавалися. Він стверджував у 1915 році, що романи принесли йому «один фартинг». Під час перебування в Лондоні 35-річний Годжсон познайомився з редактором «Woman's Weekly» одноліткою Бессі (Бетті) Гертрудою Фарнворт, з якою через короткий час одружився після декількох невдалих спроб до того, коли брак не відбувався, тому що його кидали дівчата через фінансову неспроможність. Вони побралися 26 лютого 1913 року в районі Кенсінгтон у Лондоні. Після того, як вони одружилися, Бетті покинула роботу у «Woman's Weekly», і двоє молодят вирушили на південь Франції, де Годжсон планував влаштуватися і продовжити свою письменницьку кар'єру. У березні 1913 року подружжя переїхало на узбережжя Середземномор'я в Санарі, невелике курортне містечко в 40 милях на схід від Марселя. Там протягом року вони змінили дві вілли, де винаймали цілий поверх.

### Під час Першої світової війни
Коли 1914 року почалася Перша світова війна, Годжсон жив у Франції зі своєю дружиною Бессі. Вони були одружені лише трохи більше року. Годжсон поїхав до Великої Британії, аби якнайшвидше піти воювати, відправивши дружину до її матері та сестри. Він приєднався до навчального корпусу офіцерів Лондонського університету. Після закінчення офіцерських артилерійських курсів у липні 1915 року Годжсона призначено лейтенантом у 171-у батарею Королівської польової артилерії. Він категорично відмовився приєднатися до Королівського флоту, незважаючи на його більш ніж достатній морський досвід. Багато хто зазначив, що якби він приєднався до Королівського флоту, мав би набагато більше шансів пережити війну.
Його було відправлено до долини Солсбері, де він готував своїх підлеглих для бойової діяльності, зокрема, відпрацьовував маневри артилерії за допомогою коней. Роком пізніше, у червні 1916 року, Годжсон випадково впав з коня, зазнав перелому щелепи і сильного струсу мозку. Його відправили до Борту, до сестер, для продовження лікування. Командування вважало, що такі травми були достатньою причиною до демобілізації, але Годжсон відмовився пройти комісію, завдяки своїй системі фізичної підготовки відновився і повернувся до війська. Цього разу його призначено у 84-у батарею і відправлено до Франції в жовтні 1917 року. Упродовж року був при обстрілі ще раз поранений, але швидко повернувся на батарею.
Загинув під час битви при Іпрі у Бельгії 19 квітня 1918 року. Перед битвою був відправлений на передні позиції як спостерігач і коректувальник вогню. Тут потрапив під артилерійський обстріл і загинув. Як повідомляється, його тіло ніколи не було знайдено, свідки показали командиру його батареї лише підписаний бойовий шолом Годжсона, пояснивши, що прямим потраплянням снаряду великого калібру його буквально розірвало на шматки, які вони захоронили. Його прізвище викарбувано на пам'ятнику на братській могилі.

## Творчі здобутки
У літературі відомий у першу чергу двома творами — «Будинок на кордоні» (The House on the Borderland, 1908) та «Нічна земля» (The Night Land, 1912). У першій дія відбувається в житлі головного героя, яке знаходиться на перехрещенні паралельних світів, і який алегорично спиритуально мандрує в просторі та часі. У другій дія відбувається на Землі далекого майбутнього, яка населена чудовиськами, а люди животіють у закритих нечисленних містах, які розкидані далеко одне від одного. Низка творів Годжсона відображає його морський досвід: потерпілі аварію корабля в романі "Човни «Глен Карріґ» (1907) зустрічається з дивними і жахливими мешканцями «Саргассова» острова з водоростей, а корабель у романі «Пірати-привиди» (1909) «провалюється» в інші виміри.
Томас Карнакі — приватний детектив, який займається дослідженнями надприродних подій. Перші шести розповідей циклу були надруковані в 1910—1912 роках у журналах The Idler і The New Magazine, а потім входили в 1913 році до збірнки «Carnacki Ghost-Finder». Ще три розповіді циклу, первісно не потрапляли в журнали через «неформатність» (один занадто великий, інший взагалі короткий, а третій — без всякої містики) і вперше опубліковані лише через кілька десятиліть після написання, в 1948 році були включені редактором Августом Дерлетом до складу однойменного збірника «Карнакі, шукач привидів», виданого в «Arkham House».
Творчість Годжсона високо цінував Говард Лавкрафт. Твори Годжсона перекладено багатьма європейськими мовами. Багато разів після його смерті його твори були перевидані, доповнені, іноді на основі його чорнових записів та задумів.

## Вибрана бібліографія

### Серія детектива Карнакі
- Надруковано за життя автора:

- Carnacki, the Ghost Finder, 1910 («Карнакі, шукач привидів»);
- The Gateway of the Monster, 1910 («Ворота монстра»);
- The House Among the Laurels, 1910 («Будинок серед лаврів»);
- The Whistling Room, 1910 («Кімната, яка свистить»);
- The Horse of the Invisible, 1910 («Кінь-привід»);
- The Searcher of the End House, 1910& («Мешканець останнього будинку»);
- The Thing Invisible, 1912 («Речі невидимі»);
- Carnacki, the Ghost-Finder, 1913 («Карнакі, привидошукач»).

- Надруковано по смерті автора:

- The Haunted Jarvee, 1929, («Примарний Джарві»);
- The Find, 1947, («Знахідка»);
- The Hog, 1947, («Свинець»).

### Нічна земля
- The Dream of X, 1912, (скорочений варіант, «Сон невідомого»)
- The Night Land, 1912, (повний варіант, «Нічна земля»)
- The Night Land, A Story Retold, 2011, («Нічна земля, історія знову»), допис Джона Стоддарда.

### Романи
- The Boats of the «Glen Carrig», 1907 (Човни «Глен Карріґ»).
- The House on the Borderland, 1908 («Будинок на кордоні»).
- The Ghost Pirates, 1909 («Пірати-привиди»).

### Прижиттєві збірки
- The Ghost Pirates, A Chaunty, and Another Story, 1909, ("Пірати-привиди),
- Carnacki, the Ghost Finder; and, A Poem, 1910, («Карнакі, шукач привидів», «Поема»)
- «Poems» and «The Dream of X», 1912, («Поеми» і «Сон невідомого»)
- Men of the Deep Waters, 1914, («Люди з глибоких вод»)
- The Luck of the Strong, 1916, («Удача сильного»)
- Captain Gault, 1917, («Капітан Гулт»)
- Captain Jat, 1912, («Капітан Джет»)
- Sargasso Sea, (1906—1914), («Саргасове море»)

### Фантастичні оповідання, опубліковані за життя
- The Goddess of Death, 1904, («Богиня смерті»)
- A Tropical Horror, 1905, («Тропічний жах»)
- The Valley of Lost Children (1906) («Алея загублених дітей»)
- The Boats of the Glen Carrig (excerpt), 1907 (Човни «Глен Карріґ» уривок)
- The Weed Men, 1907 («Бур'яни»)
- The Terror of the Water-Tank, 1907 («Терор водяного танка»)
- The Voice in the Night, 1907 («Голос у ночі»)
- The Noise in the Night, 1908, («Шум у ночі»)
- The Shamraken Homeward-Bounder, 1908, («Шамрейкен — домовий крадій»)
- The Silent Ship, 1909, («Мовчазний корабель»)
- Out of the Storm, 1909 («За межами шторму»)
- The Captain of the Onion Boat, 1910, («Капітан цибулевого човна»)
- The Smugglers, 1911, («Контрабандисти»)
- Bullion, 1911, («Булліон»)
- My House Shall Be Called the House of Prayer, 1911, («Мій будинок буде називатися Домом молитви»)
- The Mystery of the Water-Logged Ship, 1911, («Таємниця корабля, що пише на воді»)
- The Albatross, 1911, («Альбатрос»)
- The 'Prentices' Mutiny, 1912, («Засади бунту»)
- Mr. Jock Danplank, 1912, («Містер Джок Денпланк»)
- On the Bridge, 1912, («На мосту»)
- Judge Barclay's Wife, 1912, («Дружина Судді Барклая»)
- The Getting Even of Tommy Dodd, 1912, («Отримано навіть Томмі Доддом»)
- The Derelict, 1912, («Захист»)
- The Girl with the Grey Eyes, 1913, («Дівчина з сірими очима»)
- The Sea Horses, 1913, («Морські коні»)
- How the Honourable Billy Darrell Raided the Wind, 1913, («Як достойний Біллі Даррелл спіймав вітер»)
- Kind, Kind and Gentle is She, 1913, («Найдобрішою і ніжною є вона»)
- Jack Grey, Second Mate, 1913, («Джек Грей, другий помічник»)
- The Island of the Crossbones, 1913, («Острів схрещених кісток»)
- Senator Sandy Mac Ghee, 1914, («Сенатор Сенді Мак Гі»)
- The Dumpley Acrostics, 1914, («Приглушений акровірш»)
- The Last Word in Mysteries, 1914, («Останнє слово в таємниці»)
- The Stone Ship, 1914, («Кам'яний корабель»)
- We Two and Bully Dunkan, 1914, («Ми двоє та Буллі Дункан»)
- The Getting Even of «Parson» Guyles, 1914, ("Початок навіть в стилі «Parson»)
- The Regeneration of Captain Bully Keller, 1914, («Регенерація капітана Буллі Келлера»)
- The Friendship of Monsieur Jeynois, 1915, («Дружба мес'є Джейнойза»)
- The Inn of the Black Crow: An Extract from the Travelling Notebook of John Dory, Secret Exciseman, 1915, («Готель Чорний ворон: Витяг з дорожнього щоденника Джона Дорі, секретного агента по запобіганню контрабанди»)
- The Mystery of Missing Ships, 1915, («Таємниці суден, що зниклі»)
- Captain Gunbolt Charity and the Painted Lady, 1916, («Капітан Гунболт Чаріті та кольорова леді»)
- What Happened in the Thunderbolt, 1916, («Що сталося всередині громовиці»)
- An Adventure of the Deep Waters, 1916, («Пригода в глибоких водах»)
- Jem Binney and the Safe at Lockwood Hall, 1916, («Джем Бінні й сейф в Локвуд Холлі»)
- The Haunted «Pampero», 1916, («Привид „Памперро“»)
- The Real Thing: 'S.O.S', 1917, («Це реальна річ S.O.S»)
- The Mystery of Captain Chappel, 1917, («Таємниця капітана Чаппеля»)
- Diamond Cut Diamond with a Vengeance, 1918, («Алмаз ріже алмаз разом з помстою»)
- A Fight with a Submarine, 1918, («Бій з підводним човном»)
- The Home-Coming of Captain Dan, 1918, («Домашній прийом капітана Дана»)

### Поеми
- The Hell O! O! Chaunty, 1909, («Пекло О! О! Чаунті»)
- Lost, 1910, («Загублений»)
- Bring Out Your Dead, 1912, («Приберіть своїх мертвих»)
- Grey Seas Are Dreaming of My Death, 1912, («Сірі моря мріють про мою смерть»)
- I Come Again, 1912, («Я повертаюсь»)
- I Have Bourne My Lord a Son, 1912, («Я присягнув сину Господа»)
- Listening, 1912, («Слухання»)
- Little Garments, 1912, («Маленький одяг»)
- My Babe, My Babe, 1912, («Моя дитина, моя дитина»)
- O Parent Sea, 1912, («Батьківське море»)
- Speak Well of the Dead, 1912, («Говоріть про мертвих добре»)
- The Night Wind, 1912, («Нічний вітер»)
- The Sobbing of the Freshwater, 1912, («Хлюпання прісної води»)
- The Song of the Great Bull Whale, 1912, («Пісня великого самця-кита»)

### Есе
- Is the Mercantile Navy Worth Joining?, 1905 («Чи варто приєднатися до торгового флоту?»)
- Through the Vortex of a Cyclone, 1907 («Через вершину циклону»)
- Author's Introduction to the Manuscript, 1907 («Авторський вступ до рукопису»)